# البطولات الأسترالية 1964 (كرة مضرب)
هنا قائمة بالبطولات الأسترالية لكرة المضرب، المعروفة الآن باسم أستراليا المفتوحة لسنة 1964:

## الكبار

### فردي رجال
روي إيمرسون هزم فريد ستول 6-3 6-4 6-2

### فردي سيدات
مارغريت كورت هزم  ليزلي ترنر باوري 6-3, 6-2